# Таші Намґ'ял
Таші Намґ'ял (26 жовтня 1893 — 2 грудня 1963) — десятий чоґ'ял Сіккіму від 1914 до 1963 року.

## Життєпис
Був сином Тхутоба Намґ'яла. На престол зійшов 1914 року після смерті свого зведеного брата Сідеконґа Намґ'яла II. Коронував нового правителя 13-й далай-лама Тхубтен Ґ'яцо, який спонукав його до більш тісної співпраці з Індією. У зовнішній політиці Таші намагався підтримувати баланс сил у регіоні. Був прибічником розвитку багатосторонніх відносин Сіккіму з Індією й Тибетом.
1950 року, після проведення у Сіккімі референдуму, на якому переважна більшість населення висловилась проти приєднання князівства до Індії, Таші Намґ'ял уклав у Делі договір, відповідно до якого Сіккім залишався незалежною державою, однак зовнішня політика князівства мала узгоджуватись з Індією. Вже після смерті Таші Намґ'яла, 1975 року, індійські війська зайняли територію Сіккіму й 16 травня він був оголошений 22-им штатом Індії.

## Нагороди
- Орден Індійської імперії (компаньйон — 1918, лицар-командор — 1923)
- Коронаційна медаль Короля Георга VI (1937)
- Орден Зірки Індії (1939)